# Agauopsis littoralis
Agauopsis littoralis is een mijtensoort uit de familie van de Halacaridae. De wetenschappelijke naam van de soort is voor het eerst geldig gepubliceerd in 1985 door Bartsch & Iliffe.